# 옛개복치

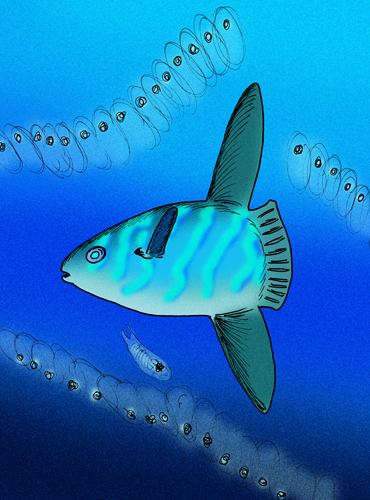

옛개복치(학명:Eomola bimaxillaria)는 복어목 개복치과에 속하는 물고기이다. 몸길이는 3.2m인 대형어류에 속하며 지금은 멸종된 어류이다.

## 특징
옛개복치는 신생대의 중부 에오세에 살았던 고대의 개복치로 현생의 개복치보다 더 푸른색을 가지고 있고 푸른색의 범위가 현생의 개복치보다 더 많이 분포되어 있는 어류였다. 생존시기에는 북극해나 대서양에서 주로 서식했을 것으로 추정이 되며 가슴지느러미가 현생의 개복치보다 더 위로 솟구쳐 올라있다는 특징이 있었다. 먹이로는 고대의 해파리와 작은 물고기를 섭이했을 것으로 추정이 되며 1992년에 러시아의 남서부에서 화석으로 발굴이 되어 새로운 개복치의 속으로 명명된 종이다. 러시아의 고생물학자인 제임스 타일러와 알렉산드르 바니코프에 의해 기술이 된 종이다.

## 같이 보기
- 복어목
- 개복치과
- 화석